# Blair Jones
Blair Jones (* 27. September 1986 in Central Butte, Saskatchewan) ist ein ehemaliger kanadischer Eishockeyspieler, der im Verlauf seiner aktiven Karriere zwischen 2002 und 2019 unter anderem 139 Spiele für die Tampa Bay Lightning, Calgary Flames und Philadelphia Flyers in der National Hockey League (NHL) auf der Position des Centers bestritten hat. Zudem absolvierte Jones weitere 68 Partien für die Iserlohn Roosters und Kölner Haie in der Deutschen Eishockey Liga (DEL).

## Karriere

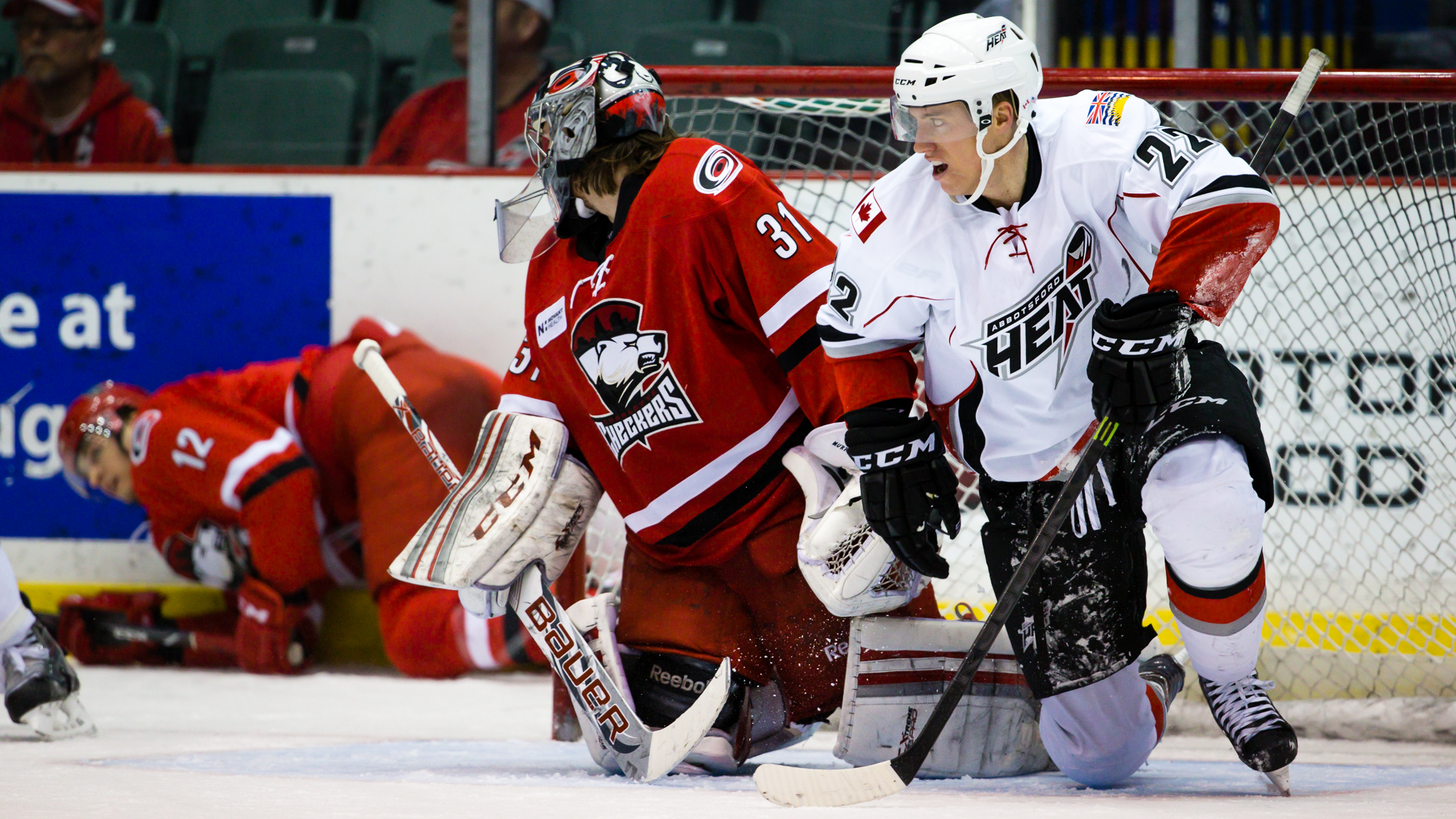
Jones (rechts) im Trikot der Abbotsford Heat (2014)

Blair Jones begann seine Karriere als Eishockeyspieler in der kanadischen Juniorenliga Western Hockey League (WHL), in der er von 2002 bis 2006 für die Red Deer Rebels und Moose Jaw Warriors aktiv war. In diesem Zeitraum wurde er im NHL Entry Draft 2005 in der vierten Runde als insgesamt 102. Spieler von den Tampa Bay Lightning ausgewählt. In der Saison 2006/07 gab der Center sein Debüt für Tampa Bay in der National Hockey League (NHL), spielte jedoch überwiegend für dessen damaliges Farmteam Springfield Falcons aus der American Hockey League (AHL). Auch in den folgenden viereinhalb Jahren lief er zwar regelmäßig für Tampa Bay in der NHL auf, stand meistens jedoch für dessen neues AHL-Farmteam Norfolk Admirals auf dem Eis.
Im Januar 2012 wurde Jones im Tausch gegen Brendan Mikkelson zu den Calgary Flames transferiert, bei denen er bis zum Ende der Saison 2011/12 Stammspieler in der NHL war. Nach zwei Jahren wurde sein Vertrag in Calgary nicht verlängert, sodass er sich im Juli 2014 den Philadelphia Flyers anschloss, wo er allerdings hauptsächlich bei den Lehigh Valley Phantoms in der AHL eingesetzt wird. Nach einem Jahr in Philadelphia wechselte er in die Organisation der Vancouver Canucks, die ihn aber ausschließlich in der AHL einsetzten. Zur Saison 2016/17 entschied er sich für einen Wechsel nach Europa und unterzeichnete einen Jahresvertrag bei den Iserlohn Roosters aus der Deutschen Eishockey Liga (DEL). Am 17. Januar 2017 wurde Jones von den Roosters suspendiert. Zehn Tage später kam es zwischen den Iserlohnern und Jones zur Vertragsauflösung.
Nach dem längerfristigen Ausfall von Alexandre Bolduc reagierten die Kölner Haie und nahmen ihn unter Vertrag. Im Dezember 2018 erhielt er einen Probevertrag beim HC Sparta Prag unter Cheftrainer Uwe Krupp. Dieser wurde jedoch nach nur sechs Spielen, in denen er ein Tor schoss, aufgelöst. Anschließend beendete er seine Profikarriere, spielte in den folgenden Jahren aber weiter in Altherren-Ligen in Kanada.

## Erfolge und Auszeichnungen
- 2005 Teilnahme am CHL Top Prospects Game
- 2006 WHL East Second All-Star Team
- 2010 Teilnahme am AHL All-Star Classic

## Karrierestatistik
(Legende zur Spielerstatistik: Sp oder GP = absolvierte Spiele; T oder G = erzielte Tore; V oder A = erzielte Assists; Pkt oder Pts = erzielte Scorerpunkte; SM oder PIM = erhaltene Strafminuten; +/− = Plus/Minus-Bilanz; PP = erzielte Überzahltore; SH = erzielte Unterzahltore; GW = erzielte Siegtore; 1 Play-downs/Relegation; Kursiv: Statistik nicht vollständig)